# Omloop van het Hageland 2025
De twintigste editie van de wielerwedstrijd Omloop van het Hageland werd gehouden op 2 maat 2025. De start was in Aarschot en de finish vond plaats in Tielt-Winge. De wedstrijd had een 1.1-kwalificatie. Titelverdedigster Kristen Faulkner werd opgevolgd door Femke Gerritse.

## Uitslag
| Plaats  | Naam                      | Ploeg                             | Tijd     |
| ------- | ------------------------- | --------------------------------- | -------- |
| Winnaar | Femke Gerritse            | Team SD Worx-Protime              | 3u24'42" |
| 2       | Lara Gillespie            | UAE Team ADQ                      | z.t.     |
| 3       | Susanne Andersen          | Uno-X Mobility                    | z.t.     |
| 4       | Puck Pieterse             | Fenix-Deceuninck                  | z.t.     |
| 5       | Marthe Truyen             | Fenix-Deceuninck                  | z.t.     |
| 6       | Maike van der Duin        | CANYON//SRAM zondacrypto          | z.t.     |
| 7       | Anna van der Breggen      | Team SD Worx-Protime              | z.t.     |
| 8       | Charlotte Kool            | Team Picnic PostNL                | + '08"   |
| 9       | Tereza Neumanova          | UAE Team ADQ                      | + '35"   |
| 10      | Victoire Berteau          | Cofidis                           | z.t.     |
| 11      | Kiara Lylyk               | Winspace Orange Seal              | z.t.     |
| 12      | Alicia González           | St Michel-Preference Home-Auber93 | z.t.     |
| 13      | Barbara Guarischi         | Team SD Worx-Protime              | z.t.     |
| 14      | Valentine Fortin          | Cofidis                           | z.t.     |
| 15      | Clémence Chereau          | St Michel-Preference Home-Auber93 | z.t.     |
| 16      | Millie Couzens            | Fenix-Deceuninck                  | z.t.     |
| 17      | Alexis Magner             | Cynisca Cycling                   | z.t.     |
| 18      | Alison Avoine             | St Michel-Preference Home-Auber93 | z.t.     |
| 19      | Maria Giulia Confalonieri | Uno-X Mobility                    | z.t.     |
| 20      | Vittoria Grassi           | BePink-Imatra-Bongioanni          | z.t.     |

2005 · 2006 · 2007 · 2008 · 2009 · 2010 · 2011 · 2012 · 2013 · 2014 · 2015 · 2016 · 2017 · 2018 · 2019 · 2020 · 2021 · 2022 · 2023 · 2024 · 2025